# Pureya
Pureya és un videojoc casual a l'estil de WarioWare creat pel desenvolupador de videojocs independent i youtuber Alva Majo. Va ser publicat el 28 de març de 2020 en versió beta, i el 26 de març de 2021, quasi un any afegint contingut i solucionant bugs, va publicar la primera versió oficial en les plataformes mòbil (Play Store, App Store) i les plataformes de PC (Steam, Itch.io).

## Jugabilitat
Pureya és un joc casual i àrcade, això permet a l'usuari jugar en qualsevol lloc i les vegades que vulgui. A mes a mes, tots els minijocs es controlen amb 2 botons i compta amb un sistema de dificultat dinamica que s'adapta a la abilitat de cada jugador.
Els minijocs consisteixen en esquivar obstacles i recollir totes les bales que puguis per després fer-les servir en una màquina de pachinko i desbloquejar nous minijocs, skins y música. Malgrat que els minijocs tenen el mateix objectiu, són prou diferents per no ser repetitius.

## Modes de joc[calcitació]

### Mode principal
En el mode principal de Pureya 9 minijocs s'escolliran aleatòriament, cada un té una duració de 10 segons. En acabar, es mostrarà una màquina de pachinko on es llencen les bales obtingudes en els minijocs prèviament jugats. Si el jugador no surt al menú principal, el joc es reiniciarà i escollirà uns altres 9 minijocs.

### Mode infinit
En el mode infinit de Pureya, com el seu nom indica, de manera infinita, cada 10 segons canviarà el minijoc. Les bales obtingudes en aquest mode de joc es guardaran i estaran disponibles per llençar en una màquina de pachinko. Tambe, en començar una nova partida de mode infinit, la difficultat sera reiniciada al minim.

### Mode d'un sol minijoc
En el mode d'un sol minijoc el jugador selecciona un minijoc, que tingui desbloquejat, per jugar-lo de manera inifinita. Les bales obtingues en aquest mode de joc tambe es guardaran i estaran disponibles per llençar en una màquina de pachinko. Tambe, en començar una nova partida d'un sol minijoc, la difficultat sera reiniciada al minim.

## Màquina de pachinko

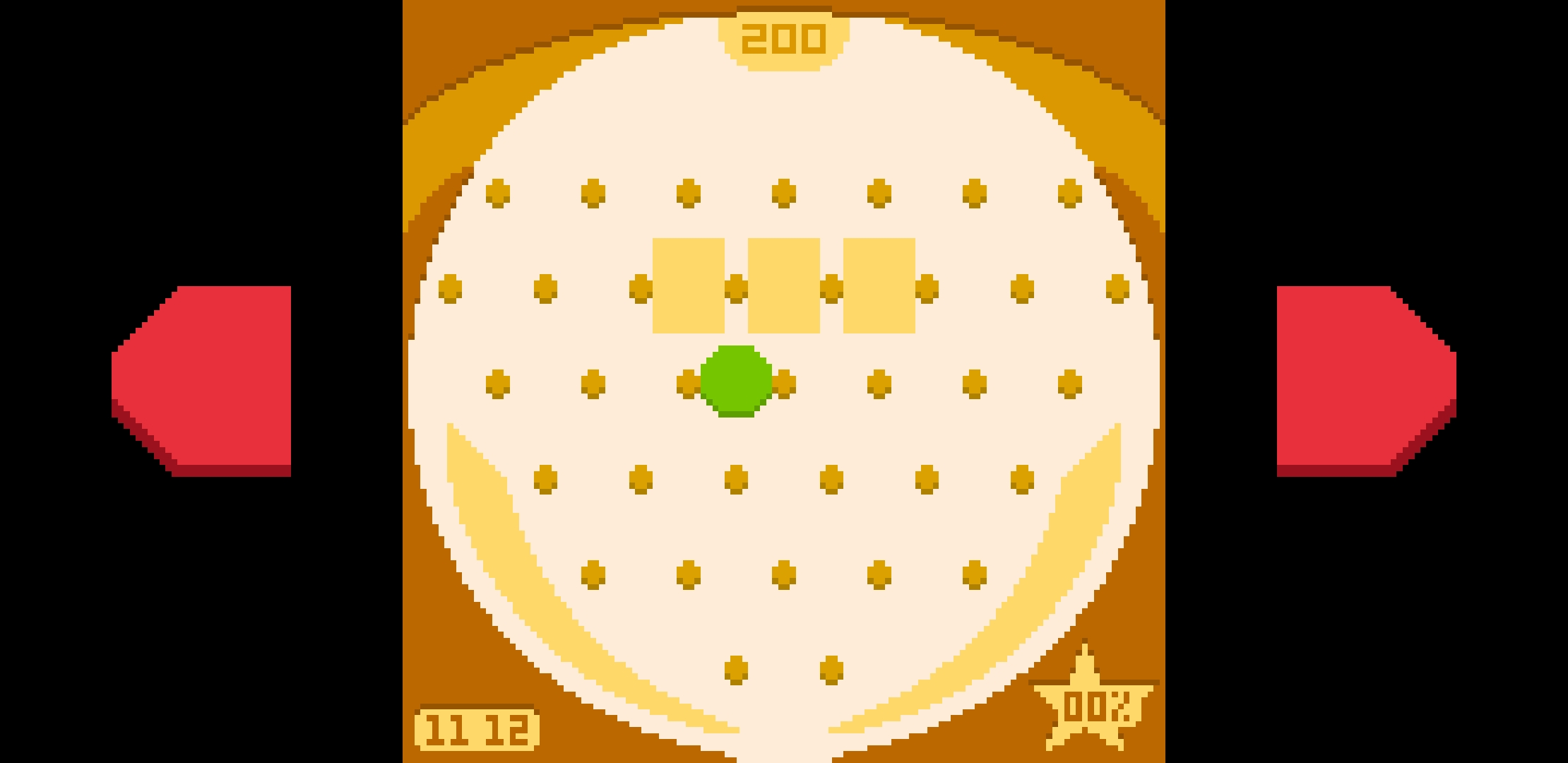
Màquina de pachinko Pureya

La màquina de pachinko de Pureya, consisteix en llençar les bales amb la potencia necessària per emplenar les barres, situades a la part inferior del la area de joc, i així iniciar fer girar els números d'una màquina traga monedes que indica la quantitat de recompenses obtingudes. En alguns casos, on et falta un nombre per tenir els tres iguals, començara una cinematica aleatoria per decidir quin nombre es queda.
La màquina està dissenyada amb dues sortides de bales, situades als extrems de la pantalla, i un camp d'obstacles on les bales reboten. Cada un dels botons de control llença una ràfega de 3 bales per una sortida. A més a més com més temps mantinguis premut el boto, les bales sortiran amb més potència.